# Kertész Erika
Kertész Erika (Pécs, 1981. május 19. –) magyar énekesnő, dalszerző, szövegíró. Az E.K.Avenue, a Oneword, és a Reschofsky Dáviddal közösen alkotott experimentális jazz gitár-ének duó énekesnője. 2021 februárjában jelent meg első szólólemeze Hétmilliárd történet címmel, a TomTom Records gondozásában.

## Pályafutása
7 éves korában Kaposváron kezdett el zongorázni és énekelni, majd később fő hangszerének a hegedűt választotta. Zenei általános iskolában tanult, és 9 éves korától a Magyar Rádió Gyermekkórusának tagja volt. A jazz-éneklést Berki Tamás magánóráin tökéletesítette. 2005-től Csongrádi Gábornál, a Soulwhat! formáció gitárosánál tanult gitározni. 2006-tól Jay Myerson jazz-gitárossal és Horváth György nagybőgőssel kezdett Kertész Erika Trió néven közös projektbe. Célja a pop alapú slágerek jazz-es feldolgozása volt. Fellépéseik a kisebb, de annál hangulatosabb helyektől (Soho Café, Vera Jazz Café) a nagyobb klubokon át (Gödör Klub, Jam Pub) a New York Palace Szivar Bárjáig vezetett.
2008 februárjától Somogyi Márton zongoristával a New York Caféban lépett fel, majd Badics Márkkal kiegészülve megalapították a Sealin' nevű formációt, amely a Seal dalok jazz-es átiratait játszotta. Ekkor kezdett egyedi stílusú saját zenét szerezni, amelyeket a Best Newcomers nevű zenekarával adott elő. 2009-ben Rátonyi Róberttel, Szendőfi Péterrel és Frey Györggyel megalapítják az E.K.Avenue jazz zenekart, akikkel 2012-ben egy 14 állomásos csehországi és szlovákiai turnén vettek részt. 2014-ben a Reschofsky Dávid jazz gitárossal közösen alapított experimentális jazz duóval lép fel egy 17 állomásos turnén Csehországban, Szlovákiában, Magyarországon és Hollandiában. Két nyáron át turnézott az ausztrál Tailor Birds zenekarral, dolgozott az olasz Alessia Luche-val, Christopher Manikkal (US), Sebastian Studnitzky-vel (D, trombita/zongora - Mezzoforte, Nils Landgren Funk Unit, Jazzanova), a denveri szaxofonos John Guntherrel, és szerepel egy lemezen Brandon Fieldssel is.

## Hétmilliárd történet
Kertész Erika első magyar nyelvű szólólemeze 2021 februárjában jelent meg Hétmilliárd történet címmel, a TomTom Records gondozásában. A lemez dalai mind bensőségesek, léleksimogatóak, gyengédek, a témák és a szövegek mélysége ellenére könnyen befogadhatóak. A populárisabb stílust olykor instrumentális és vokális improvizációk tarkítják, a lemezen játszó zenészek pedig egytől egyik elismert tagjai a magyar jazz életnek. A pop és a jazz elegye különleges, finom és minőségi stílust hoz létre. A szövegek a spiritualitástól kezdve egészen mesebeli témákon át, személyes történetekig ívelnek. A zene nagy részét és a dalszövegeket az énekesnő szerezte.

#### A lemezen szereplő zenészek
- Kertész Erika – ének
- Fonay Tibor – nagybőgő
- Reschofsky Dávid – gitár
- Czibere József – ütőhangszerek
- Simkó-Várnagy Mihály – cselló
- Feuerstein Réka – háttérvokál

## E.K.Avenue

E.K.Avenue

A 2009-ben alapított E.K.Avenue zenekarban Kertész Erika elismert magyar zenészek oldalán tűnik fel a színpadon. A dalok – az angol szövegeket is beleértve – az énekesnő szerzeményei. Stílusukban a jazz, a soul és a funky keveredik, és tetten érhetők elektronikus zenei elemek is. A hangszerelések Szendőfi Péter és Rátonyi Róbert keze nyomát dicsérik. Első lemezük 2010-ben jelent meg Little Girl címmel, a Warner Hungary/mTon gondozásában. A lemezen vendégművészként Elek István (szaxofon), Schreck Ferenc (harsona) és Magyar Ferenc (trombita) szerepeltek. Második lemezüket, melynek címe Moonbike 2015 szeptemberében vették fel a TomTom Stúdióban, és 2016 februárjában jelent meg szintén az mTon kiadásában. A lemezen Czibere József (ütőhangszerek) és John Gunther, new york-i szaxofonos vendégszerepel. Magyarországon és Európa-szerte rengeteg koncertet adtak már, játszottak többek között Ausztriában, Csehországban, Szlovákiában, Horvátországban, és Németországban is. Vendégei voltak már a Vienna Jazz Festivalnak, a Gronau Jazz Festivalnak, szerepeltek a Liburnia Jazz Festivalon. 2012-ben csehországi és szlovákiai turnéjuk alkalmával 14 koncertjük volt az országok különböző városaiban.
A zenekar harmadik nagylemeze 2021 őszén jelenik meg.

### Tagok
- Kertész Erika - ének
- Rátonyi Róbert - zongora
- Szendőfi Péter - dob
- Frey György/Kolta Gergő/Szuna Péter - basszusgitár

### Lemezek
- Moonbike (2016, Warner Hungary/mTon)
- Little Girl (2010, mTom)

## Oneword
A Kertész Erika, Németh Zsolt (Ritmo), Vasovski Norbert (DJ Vasovski) és Harót Balázs által alkotott Oneword zenekar 2014-ben indult útjára. A nudisco és a pop stílus elemeit vegyítik egy igazán különleges, oneword-ös egyéniséggel. A hangszerelésben fellelhetőek a legmodernebb elektronikus irányzatok, illetve klasszikus funky és jazz elemek is. 2018-ban Hazakísérlek című dalukkal megnyerték a Jazzy Dalverseny fődíját és közönségdíját is.
Első nagylemezük 2021-ben jelenik meg.

### Lemezek
- A csoda vár EP (2017, BPM Records)
- Brand new day EP (2017, BPM Records)
- Színutazás EP (2015, BPM Records)

## Kertész Erika és Reschofsky Dávid

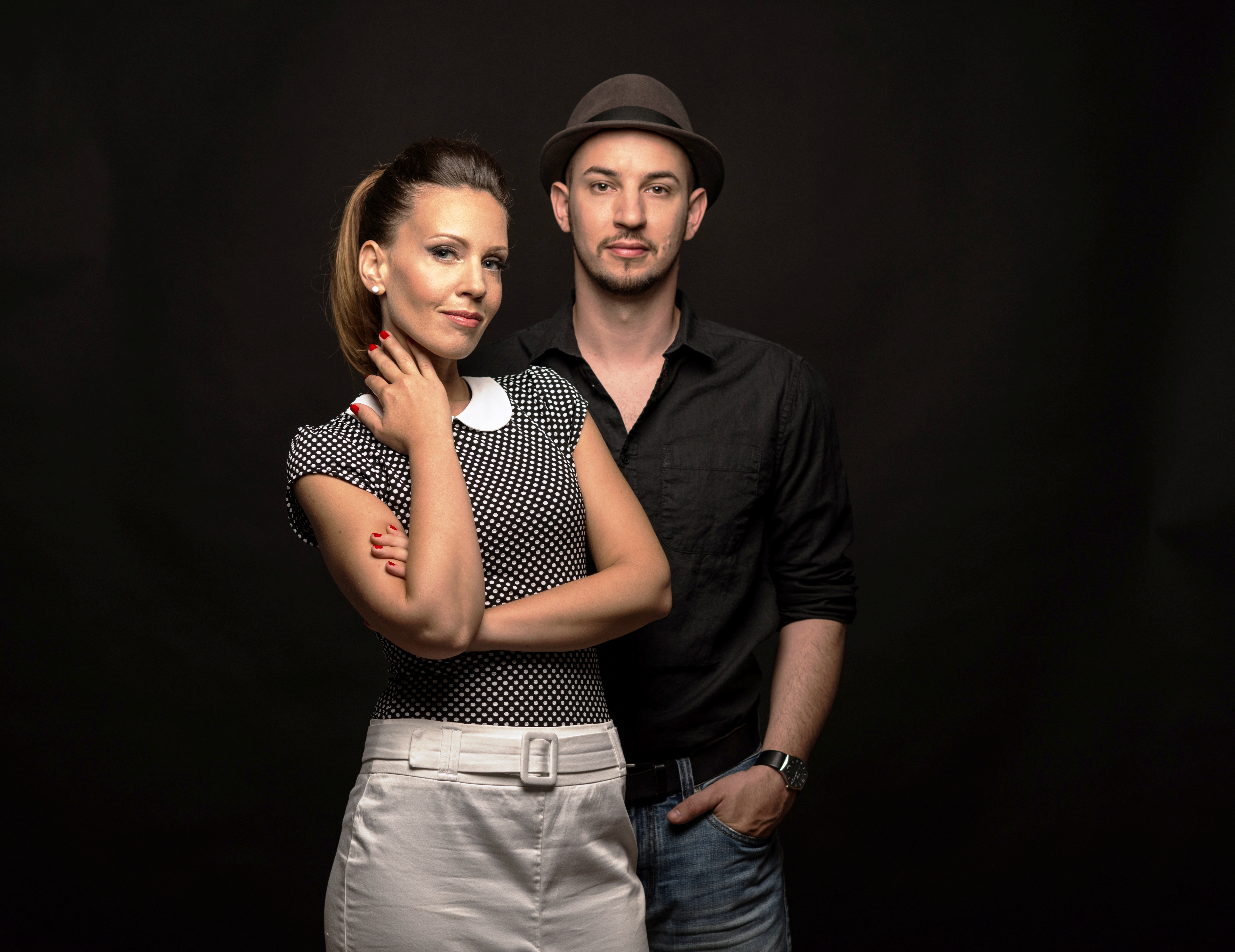
Kertész Erika & Reschofsky Dávid

Az experimentális jazz gitár-ének duóban Erika társa férje, a jazzgitáros Reschofsky Dávid. A formáció 2012-ben alakult, tagjai a Kodolányi János Főiskola jazz tanszakán ismerkedtek meg. Székhelyük Amszterdam.
Főleg saját kompozíciókat játszanak, mindketten szereznek zenét. Stílusuk kísérletező, mindketten használnak effekteket, loopereket. A duó egyik meghatározó jellegzetessége a vokális és hangszeres többszólamúság, mely élőben bontakozik ki a színpadon. A koncerteken nem rendhagyó “zenei” eszközök is előkerülnek, zene lesz például egy recsegő cukorfóliából, vagy egy pohár víz szívószállal való bugyborékoltatásából is.
2013 szeptemberében 17 állomásos turnéjuk alkalmával Csehországban, Szlovákiában és Magyarországon adtak koncerteket. Magyarországon és Hollandiában rendszeresen koncerteznek.

### Lemezek
- Young Soul, Old Soul (2015, szerzői kiadás)

## Díjai és elismerései
- 2018: Jazzy dalverseny szakmai díj és közönségdíj[4][5]